# Araneus noumeensis
Araneus noumeensis este o specie de păianjeni din genul Araneus, familia Araneidae. A fost descrisă pentru prima dată de Simon, 1880.
Este endemică în New Caledonia. Conform Catalogue of Life specia Araneus noumeensis nu are subspecii cunoscute.